# شاهباز عمروف
شاهباز عمروف (انگلیسی: Shokhboz Umarov؛ زادهٔ ۹ مارس ۱۹۹۹) بازیکن فوتبال اهل ازبکستان است.
از باشگاه‌هایی که در آن بازی کرده‌است می‌توان به باشگاه فوتبال اورداباسی، باشگاه فوتبال باته بوریسف، و باشگاه فوتبال آلمالیق اشاره کرد.
وی همچنین در تیم ملی فوتبال ازبکستان بازی کرده‌است.